# 上海市第十中学
上海市第十中学是中華人民共和國上海市黄浦区实验性示范性高中。
學校於清朝光绪三十二年（1906年）由苏本喦等五姐妹创办，當時名為民立女子中学堂。校址當時位於老西门外白云观附近的源寿里。中華民国元年（1912年）上海县拆除上海城墙後，民立女子中学堂搬遷至南市文庙路，校名更名为民立女子中学。1934年4月，民立女子中学校董事会改组，苏氏姐妹离校，童行白出任校长。第二次中日戰爭期间，民立女子中学數次搬遷地址。第二次中日戰爭結束后，民立女子中学回到文庙路原址，並在辣斐德路设立分校。总校有初、高中，分校只有初中部。1949年8月，吴若安擔任校长，胡文巧擔任中共党支部书记。1956年1月，学校转为公办，並且总、分校各自獨立。总校更名为上海市第十女子中学，分校更名为上海市第一女子初级中学。1960年，学校被評为上海市重点中学。1963年，学校迁至永宁街25号。1969年改名为上海市第十中学，開始男女生兼收。2011年，学校被評為黄浦区实验性示范性高中。
上海市第十中学的校友有苏祖斐和史蜀君。

## 外部連結
- 官方网站